# Rouvres-les-Vignes
Rouvres-les-Vignes település Franciaországban, Aube megyében. Lakosainak száma 114 fő (2022. január 1.). Rouvres-les-Vignes Colombé-le-Sec, Lignol-le-Château, Saulcy, Rizaucourt-Buchey és Colombey les Deux Églises községekkel határos.

## Népesség
A település népessége az elmúlt években az alábbi módon változott:
| Lakosok száma | 104  | 104  | 112  | 127  | 107  | 108  | 106  | 110  | 112  | 114  |
|               | 1968 | 1982 | 1990 | 2006 | 2013 | 2015 | 2017 | 2019 | 2020 | 2022 |